# علم آداب الدرس
علم آداب الدرس هو العلم المتعلق بآداب تتعلق بالتلميذ مع الأستاذ وعكسه ومنفعته وغايته وغرضه ظاهرة جدا. وقد استوفى هذا الباب في كتاب تعليم المتعلم مؤلفه.